# Kovács Lajos (unitárius püspök)
Ifjabb Kovács Lajos (Kissolymos, 1909. november 13. – Kolozsvár, 1994. október 2.) unitárius lelkész, egyházi író, az Erdélyi Unitárius Egyház huszonnyolcadik püspöke (1972–1994). Idősb Kovács Lajos unitárius lelkész fia.

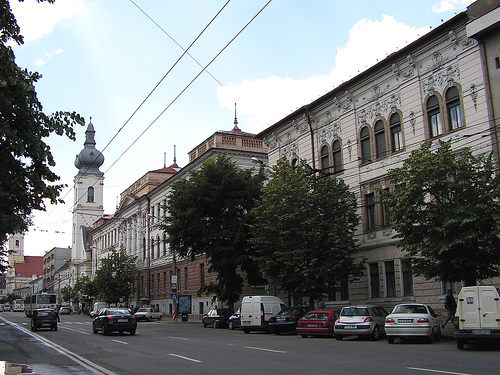
A kolozsvári unitárius templom és kollégium a Magyar utcában

## Életútja
Középiskolai tanulmányait a brassói Római Katolikus Gimnáziumban kezdte, majd a székelykeresztúri Unitárius Főgimnáziumban végezte (1929). Főiskolai tanulmányokat folytatott Marburgban (1931), Oxfordban (1932–34) és Strasbourgban (1935–38), ahol teológiai doktorátust szerzett. Lelkész Sepsiszentgyörgyön (1938–43), teológiai tanár Kolozsvárt (1943–72), az Erdélyi Unitárius Egyház huszonnyolcadik püspöke 1972-től haláláig. A Keresztény Magvető és az Unitárius Közlöny szerkesztője, itt jelentek meg tanulmányai is.
A kolozsvári Házsongárdi temetőben helyezték örök nyugalomra.

## Önálló kötetei
- Részvétel az Evangélium ügyében (beszédgyűjtemény, Kolozsvár, 1983)
- Szerkesztésében jelent meg: Imakönyv híveink használatára (Kolozsvár, 1983)

## Külső hivatkozások
- Papp Gy. László Az Erdélyi Unitárius Egyház
- Útjelző évszámok az Erdélyi Unitárius Egyház múltjából
- Beszámoló Dr. Kovács Lajos unitárius püspök születésének 100. évfordulója megemlékezéséről, 2009. december
- Tóth Vilmos Unitárius felekezeti pantheonizáció a kolozsvári Házsongárdi temetőben
- Unitárius sírok a Házsongárdi temetőben